# 湯瑪斯·歐維揚
湯瑪斯·歐維揚（荷蘭語：Thomas Ouwejan；1996年9月30日—）是一位荷蘭足球運動員，在場上的位置是左後衛。現效力於荷兰足球甲级联赛球隊NEC奈梅亨。